# George Downing (1er baronnet)
George Downing, né en 1623 à Dublin et mort en juillet 1684 est un homme politique et diplomate anglais. Il a donné son nom à Downing Street, rue de Londres où se situe la résidence du premier ministre britannique.

## Biographie
Membre du Parlement d'Angleterre et secrétaire de l'Échiquier de 1660 à 1684, il est élevé au titre de baronnet en 1663. Ardent partisan de l'Acte de navigation de 1660, il est ambassadeur aux Provinces-Unies au moment du déclenchement des Deuxième et Troisième guerre anglo-néerlandaise. Il est expulsé des Provinces-Unies en 1665 et, haï par la population néerlandaise, doit fuir le pays en 1672 lors de son deuxième mandat d'ambassadeur.  